# Mindre ekbock
Mindre ekbock, Cerambyx scopolii är en skalbaggsart som beskrevs av Johann Kaspar Füssli 1775. Mindre ekbock ingår i släktet Cerambyx och familjen långhorningar, Cerambycidae. 

## Kännetecken
Mindre ekbock har en kroppslängd på 17 till 28 millimeter. Grundfärgen på kroppen är svart. På delar av kroppen finns fin vit behåring, särskilt på bakre delen av täckvingarna. Benen och antennerna är långa och kraftiga.

## Utbredning
Mindre ekbock är utbredd från Skandinavien och Baltikum i norr via mellersta och södra Europa till Nordafrika, Turkiet och Kaukasus. I Sverige är arten känd från Skåne, Blekinge, Småland, Öland, Västergötland och Södermanland. Det är dock få fynd i den norra delen av utbredningsområdet på senare år.

### Status
I Sverige är den mindre ekbocken klassad som missgynnad, NT. Den fanns tidigare i Skåne, Blekinge, Småland, på Öland och i Västergötland och Södermanland. Dess utbredningsområde har dock numera minskat kraftig och fynd från senare år är endast kända från Österlen i Skåne, Öland och östra Småland. Det största hotet mot arten är bristen på död ved i skogarna.

## Levnadssätt
Den mindre ekbocken lever främst på ek och hassel, men man kan även finna den på bok, vildapel, päron, avenbok, alm och björk. För sin fortplantning behöver den tillgång på död ved, eftersom det är vad larven äter. Utvecklingen från ägg till imago tar två till tre år. När larven är redo att förpuppa sig gnager den ut en puppkammare inne i veden och stänger till denna med ett kalklock. Den fullbildade skalbaggen kläcks och övervintrar i puppkammaren och tar sig sedan ut i början av juni.